# En Halvkokt i Folie
En Halvkokt I Folie är ett svenskt, Stockholmsbaserat experimentellt elektroniskt band som bildades 1982 av Lars Larsson. Bandet har främst gjort sig kända genom sin absurda framtoning och sina många kassetter som de givit ut på den egna etiketten Konduktör Rekords. Först 1992 släppte de sitt första CD-album, utgivet av Cold Meat Industry. Deras musik sträcker sig från noise, industri och loopar till synthpoplåtar med parodiska texter. Bandets uppsättning varierar men kärnan består av Iwo Myrin, Lars Larsson och Mikael Grahn, där bland andra Jonas Andersson, Jonas Broberg, Göran Lundh, Kai Parviainen också medverkat. En Halvkokt I Folie är fortfarande aktiva och gör framförallt konserter i Sverige och övriga Skandinavien.
Etiketten Konduktör Rekords startades av Lars Larsson i Danderyd någon gång mellan 1983 och 1984, och släppte musik fram till 1986. Kring 2003 återuppväcktes verksamheten under ett par år, och återigen runt 2018. Konduktör Rekords fokuserar på experimentell elektronisk musik och har utöver utgivningen av flera kassetter med En Halvkokt I Folie, gett ut band som Njurmännen, Brunst, Lille Roger, Enema & Gejonte och Dagcenter-Pöbeln (DC-P).

## Diskografi (i urval)[1]
- 1983 Inom Ett År, kassett, egenutgiven
- 1984 Skjuter Fram Hakan, kassett, Konduktör Rekords
- 1985 Senator De Luxe, kassett, Vansinnes Kassetter
- 1986 En 1/2 Kokt Bödel, kassett, Selbstmord Organización
- 1986 Ibadsi, kassett, Konduktör Rekords
- 1992 The Totally Out Music Of , CD, Cold Meat Industry
- okänt år, Jättehästbögen, kassett, Njurmännen
- 2003 Sjömansläppar, kassett, Konduktör Rekords
- 2004 Statsanslag Till Jägarnas Riksförbund, M.M., vinylsingel, Konduktör Rekords
- 2010 Banan, Ann And I At Rydbergs, kassett, Hosianna Records
- 2012 1982-86 — En Halvkokt I Folie Samlings-CD, Tiny Dog